# Barion Λ
Barion Λ [barión lámbda] je eden izmed barionov. Sestavljen je iz kvarka u in d. Tretji kvark je lahko kvark s (dobimo barion {\displaystyle \Lambda ^{0}\,}) ali kvark c (dobimo barion {\displaystyle \Lambda _{c}^{+}\,}) ali kvark b (dobimo barion {\displaystyle \Lambda _{b}^{0}\,}) ali kvark t (dobimo barion {\displaystyle \Lambda _{t}^{+}\,}).
Prvi je bil odkrit {\displaystyle \Lambda ^{0}\,} v letu 1947 pri reakcijah, ki so nastale kot posledica delovanja kozmičnih žarkov .

## Seznam barionov Λ
| ime delca            | oznaka                             | kvarki                | mirovna masa (MeV/c2) | I | JP   | q (e) | S  | C  | B' | T  | srednji življenjski čas (s) | razpad                                                 |
| -------------------- | ---------------------------------- | --------------------- | --------------------- | - | ---- | ----- | -- | -- | -- | -- | --------------------------- | ------------------------------------------------------ |
| lambda (Λ)           | {\displaystyle \Lambda ^{0}\,}     | {\displaystyle uds\,} | 1115,683 ± 0,006      | 0 | 1/2  | 0     | −1 | 0  | 0  | 0  | 2,631±0,020.10−10           | p+ + π- ali n0 + π0                                    |
| lambda (Λ) s čarom   | {\displaystyle \Lambda _{c}^{+}\,} | {\displaystyle udc\,} | 2286,46 ± 0,14        | 0 | 1/2+ | +1    | 0  | +1 | 0  | 0  | 2,00±0,06.10−13             | Glej načine razpada{\displaystyle \Lambda _{c}^{+}\,}  |
| lambda (Λ) z dnom    | {\displaystyle \Lambda _{b}^{0}\,} | {\displaystyle udb\,} | 5620,2 ± 1,6          | 0 | 1/2’ | 0     | 0  | 0  | −1 | 0  | 1,409+0,055 −0,054 × 10−12  | Glej načine razpada {\displaystyle \Lambda _{t}^{0}\,} |
| lambda (Λ) z vrhom † | {\displaystyle \Lambda _{t}^{+}\,} | {\displaystyle udt\,} | —                     | 0 | 1/2+ | +1    | 0  | 0  | 0  | +1 | —                           | —                                                      |

† ^  Delec še ni opažen, predvideva ga Standardni model.